# 117032 Davidlane
117032 Davidlane è un asteroide della fascia principale. Scoperto nel 2004, presenta un'orbita caratterizzata da un semiasse maggiore pari a 2,7125971 UA e da un'eccentricità di 0,1420501, inclinata di 11,56487° rispetto all'eclittica.
L'asteroide è dedicato all'astronomo canadese David Lane.